# Баилешти
Баилешти (рум. Băilești) је град у југоисточном делу Румуније, у историјској покрајини Влашка. Баилешти је други по величини град у жупанији Долж. Град Баилешти обухвата насеља Баилешти и Баласан.
Баилешти се простире на 163,63  и према последњем попису из 2021. има 15.928 становника.

## Географија
Град Баилешти налази се у крајње југозападном делу државе, близу гранцие са Бугарском (20 km јужно од града). Град је смештен унутар покрајине Олтеније, мањег, западног дела Влашке. Од првог већег града, Крајове, град је удаљен 60 km југозападно.
Баилешти се налази у области западне Влашке низије, близу Дунава. Надморска висина града је око 55 m.

## Становништво
| 1948.  | 1956.  | 1966.  | 1977.  | 1992.  | 2002.  | 2011.  | 2021.  |
| ------ | ------ | ------ | ------ | ------ | ------ | ------ | ------ |
| 15.289 | 15.932 | 18.390 | 19.890 | 22.344 | 20.083 | 17.437 | 15.928 |

Према попису из 2021. на територији града Баилешти живело је 15.928 становника што је мање за 1.509 (-8,65%) у односу на претходни попис из 2011. на ком је било 17.437 становника.
Према последњем попису становништва из 2021. године, већинско становништво чинили су Румуни (72,07%), док се од мањина издвајају Роми (11,90%).
| Етнички састав према попису из 2021.‍ | Етнички састав према попису из 2021.‍ | Етнички састав према попису из 2021.‍ | Етнички састав према попису из 2021.‍ | Етнички састав према попису из 2021.‍ |
| ------------------------------------ | ------------------------------------ | ------------------------------------ | ------------------------------------ | ------------------------------------ |
|                                      |                                      |                                      |                                      |                                      |
| Румуни                               | Румуни                               |                                      | 11.479                               | 72,07%                               |
| Роми                                 | Роми                                 |                                      | 1.895                                | 11,90%                               |
| Македонци                            | Македонци                            |                                      | 75                                   | 0,47%                                |
| Бугари                               | Бугари                               |                                      | 4                                    | 0,03%                                |
| Мађари                               | Мађари                               |                                      | 3                                    | 0,02%                                |
| Остали                               | Остали                               |                                      | 4                                    | 0,03%                                |
| Непознато                            | Непознато                            |                                      | 2.468                                | 15,49%                               |

Пре Другог светског рата Јевреји су чинили део градског становништва.

### Насеља
Град Баилешти обухвата, поред самог насеља Баилешти, и насеље Баласан.
| Насеље        | Румунски назив | Број становника | Број становника | Број становника | Број становника |
| Насеље        | Румунски назив | 1992.           | 2002.           | 2011.           | 2021.           |
| ------------- | -------------- | --------------- | --------------- | --------------- | --------------- |
| Баилешти      |                | 21.696          | 19.412          | 16.833          | 15.471          |
| Баласан       |                | 648             | 671             | 604             | 457             |
| Град Баилешти |                | 22.344          | 20.083          | 17.437          | 15.928          |